# La Alberca (Murcia)
La Alberca (históricamente denominada Alberca de las Torres) es una pedanía perteneciente al municipio de Murcia en la Región de Murcia (España), cuyo territorio cierra por el oeste el área subcomarcal denominada Cordillera Sur. Cuenta con una población de 13.088 habitantes (CREM 2022) y una extensión de 10,275 km². Se encuentra a unos 5 km de Murcia, en la falda de la sierra de El Valle.

## Demografía
| 2000  | 2001  | 2002  | 2003   | 2004   | 2005   | 2006   | 2007   | 2008   | 2009   | 2010   | 2011   | 2012   | 2013   |
| ----- | ----- | ----- | ------ | ------ | ------ | ------ | ------ | ------ | ------ | ------ | ------ | ------ | ------ |
| 9.108 | 9.407 | 9.911 | 10.667 | 10.975 | 11.225 | 11.449 | 11.739 | 11.849 | 12.080 | 12.304 | 12.316 | 12.304 | 12.241 |

## Símbolos
El escudo de la villa llevaba los blasones de la familia Dávalos, figurando en primer lugar un castillo dorado de 3 torres en campo de gules (rojo), bordeado de cuatro jaqueles, dos de gules y dos de oro.

## Geografía física
La Alberca es una pedanía que se encuentra al sur de la ciudad de Murcia, a una distancia de 5 km.
Su entorno geográfico queda delimitado al norte por Aljucer, al oeste El Palmar, al este Santo Ángel y al sur Baños y Mendigo, estando separada de esta última pedanía por la Sierra de la Fuensanta. 
Se encuentra anexa a un entorno privilegiado como es el del Parque Regional de Carrascoy y El Valle, situado en plenas estribaciones de la Cresta del Gallo.

## Historia
En La Alberca hubo presencia romana ya que se construyó el Martyrium de La Alberca que es un mausoleo romano. Sus restos han sido datados en torno a la primera mitad del siglo IV, siendo uno de los monumentos tardorromanos más importantes de la Península Ibérica, lo que mereció su declaración como Monumento Nacional en 1931. Gabriel Dávalos y Agüero, fundó mayorazgo en el año 1613, incluyendo el lugar del Alberca entre los bienes con que lo dotó. El nombre de Alberca de las Torres fue oficial a partir de una escritura de fecha 22 de diciembre de 1628, por la que se concedió a esta villa de señorío constituirse en villa con Ayuntamiento propio, pasando a llamarse Alberca de las Torres, nombre que fue corroborado a instancias de D. Gabriel Dávalos Ayala y Fajardo, por una Real Provisión expedida por Felipe IV de fecha 30 de enero de 1629. Durante 220 años fue Villa con Ayuntamiento propio.
Al amparo de la Constitución de Cádiz, de 1812, y porque desde su creación, la Iglesia parroquial de Nuestra Señora del Rosario prestaba servicio a ambos caseríos, se agregó a su término el de la diputación murciana de Casas de Saavedra, cuyo casco urbano estaba unido al de La Alberca de las Torres, y separados tan solo por una calle.
Debido a los grandes impuestos que la Hacienda del Estado hacía recaer sobre los vecinos, su Ayuntamiento fue suprimido por Real Orden de 10 de septiembre de 1848, y el término jurisdiccional agregado al municipio de Murcia.

## Patrimonio
- Yacimientos de Santa Catalina del Monte.
- Santuario ibérico de la Luz (siglo IV a. C. - siglo I d. C.)
- El Cabecico del Tesoro.
- El Martyrium de La Alberca (siglo IV).
- El castillo árabe de Sta. Catalina del Monte o de La Luz (siglo XI).
- La ermita de la Virgen del Carmen (primera mitad del siglo XX).
- La iglesia parroquial de Ntra. Sra. del Rosario, de planta y factura barroca (fines del XVIII).
- El convento franciscano de Santa Catalina del Monte (siglo XV, restaurado posteriormente).
- La casa de los baños de Verdolay (siglo XIX).
- El casón Atiénzar, hoy desaparecido.
- Ruinas del antiguo hogar castillo de Olite.
- Ruinas del molino de la Cruz Quebrada
- Museo etnográfico de la Peña Huertana "La Seda".[3]

### Cabecico del Tesoro
A principios de la década de 1930, Augusto Fernández de Avilés, en ese momento director del Museo Arqueológico Provincial de Murcia, descubrió en las inmediaciones del convento de Santa Catalina del Monte y de la ermita de San Antonio el Pobre, en La Alberca el conjunto arqueológico formado por la necrópolis del Cabecico del Tesoro.
Las excavaciones en la necrópolis, dirigidas inicialmente por Cayetano de Mergelina y Augusto Fernández de Avilés, se iniciaron con dos campañas en 1935 y verano de 1936, la segunda de las cuales se vio interrumpida por el estallido de la Guerra Civil, reanudándose varias veces en décadas posteriores.
Las tumbas de la necrópolis abarcan desde principios del siglo IV a. C. hasta principios del siglo I a. C. y se piensa que pudo ser destruido en el año 237, cuando el ejército de Aníbal se extendía por esta región.
La mayor riqueza de elementos escultóricos y decorativos corresponde al primer momento del yacimiento. Se trata de sepulturas con elementos griegos que aparecieron en un nivel más bajo. Al segundo momento deben pertenecer las sepulturas cuyos vasos tiene decoración floral tipo Elche-Archena, más superficiales. En ellas se ven elementos decorativos y escultóricos entibando las urnas cinerarias y objetos púnicos en su ajuar.
Las armas son muy frecuentes –aparecen hasta en un 22% de las tumbas- así como la cerámica importada de barniz negro.

## Naturaleza
- Parque Regional Carrascoy y El Valle
- Centro ecuestre de Educación Ambiental
- Observatorio de aves
- Arboretum
- Pico "El Relojero"
- Vivero forestal
- Paraje de Los Caños
- Acequias y brazales de la Huerta
- Carriles de la Huerta
- Las Motas del Reguerón
- Centro Regional de recuperación de fauna y aves silvestres
- Casa forestal de "El Sequén"
- Centro regional de investigaciones agrarias (Antigua Estación Sericícola)

## Servicios públicos
- Centro cultural polivalente.
- Auditorio municipal.
- Biblioteca municipal.
- Pabellón polideportivo.
- Campo de fútbol municipal.
- Pista deportiva.
- Piscina municipal cubierta y complejo deportivo en la antigua Sericícola.
- Centro de salud.
- Mercado de abastos.
- Centro social de mayores.
- Centro de mayores de Los Alburquerques.
- Escuela infantil municipal "La Ermita".
- Colegio público "Virgen de la Fuensanta".
- Colegio público "El Molinico".
- Colegio concertado "San José".
- Eco-Parque infantil y juvenil "Planeta Baloo".
- IES "Alquibla"

## Festividades y eventos
- Fiestas del Rosario a mediados de octubre, con desfiles de carrozas, conciertos, pasacalles, concursos variados, degustaciones gastronómicas, competiciones deportivas, verbenas, teatro... que se cierra con la procesión con la Patrona Virgen del Rosario, el tercer domingo del mes.
- Semana cultural a finales de enero.
- Semana Santa con la procesión de la Entrada de Jesús en Jerusalén (o de las Palmas) desde la ermita del Carmen hasta la parroquia; la del Santo Sacrificio el Jueves Santo en la noche, donde desfilan el Cristo del Perdón y la Virgen de los Dolores, y el viacrucis desde la parroquia hasta la ermita del Carmen con el Cristo del Consuelo.
- Procesión de la Canderlaria, organizada por la hermandad del Rosario y que se celebra el domingo siguiente a su fiesta religiosa, el 2 de febrero, con parada y reverencia en el altar de la calle de la Amargura.
- Romería de San Isidro.
- Procesión del Corpus Chrsti.
- Bendición de la simiente del gusano de seda, que se celebra el primer domingo de marzo, romería desde la sede de la Peña Huertana "La Seda" hasta la ermita de San Antonio "el Pobre", en la cual se celebra la eucaristía y la mencionada bendición.
- Carnaval.
- Semana de la mujer a finales de mayo o principios de junio.
- "MÚSICALBERK", Semana de la música, a finales del mes de junio.
- Procesión de la Inmaculada Concepción, el día 8 de diciembre.
- Romería de San Antón, el 17 de enero. Ese día los vecinos, junto con los de otras pedanías cercanas, suben al eremitorio de La Luz, para festejar al patrón de los animales y cumplir con la tradicional comida de hermandad.
- Fiestas populares en Los almendros, a mediados del mes de junio.
- Fiestas de Los alburquerques en honor a la Virgen de Loreto, en la última semana de septiembre.

## Ciudades hermanadas
- La Alberca (Salamanca)